# Піски (Далматовський район)
Піски́ (рос. Пески) — село у складі Далматовського району Курганської області, Росія. Адміністративний центр Пісківської сільської ради.
Населення — 368 осіб (2010, 475 у 2002).
Національний склад станом на 2002 рік: росіяни — 90 %.